# Marie Diomire du Verbe Incarné
Pour les articles homonymes, voir Scherrer.
Marie Diomire du Verbe Incarné (en italien : Maria Diomira del Verbo Incarnato) est une religieuse capucine du XVIIIe siècle (1708-1768), reconnue vénérable par l'Église catholique.

## Biographie
Sœur Marie Diomire du Verbe incarné est née le 23 février 1708 à Gênes, d'une famille chrétienne, d'origine suisse, Marie-Thérèse Scherrer (Serri sous l'ancienne orthographe) de son nom de baptême naît de Jean Scherrer, de Zoug, et de Thérèse Curty, originaire de Fribourg. C'est là qu'elle fit sa première communion, le jour de Pâques 1717, en l'église Saint-Maurice.
Elle a été éduquée chez les Bénédictines de Pise, où sa famille s'est installée. Jeune fille, elle se consacra aux soins des malades et des mourants. À l'âge de 22 ans, alors qu'elle s'approchait de l'Eucharistie dans l'église des Cavaliers de Pise, elle reçut ses premiers stigmates.
Le 5 octobre 1730, elle prit l'habit religieux au couvent des capucines de Fanano (Modène), lié à l'abbaye de Nonantola, puis prononça ses vœux trois ans plus tard. Pendant 38 ans, elle va se sanctifier dans les différentes charges qui lui furent attribuées.
Les sœurs vont la choisir comme Abbesse, rôle qu'elle exercera pendant de nombreuses années, non sans quelques divergences et conflits d'intérêts avec quelques sœurs et des autorités ecclésiastiques, mais sans jamais se départir de discipline et d'obéissance.
Elle fut à nouveau favorisée des saints stigmates, en particulier du couronnement d'épines, et bénéficia du don de lire dans les cœurs. Elle a aussi sollicité la grâce de pouvoir libérer les âmes du purgatoire, et s'y disposa.
Elle s'endormit doucement le 14 janvier 1768 en odeur de sainteté.

## Renommée
Les blessures imprimées dans sa chair sont réapparues immédiatement après sa mort d'après les sœurs et les fidèles qui étaient venus voir « la sainte ». Par son intercession, des grâces et des guérisons ont été obtenues, notamment en faveur de femmes enceintes, de nourrissons ou de jeunes mères qui venaient d'accoucher.
Son procès en béatification a été ouvert le 21 décembre 1901 par le pape Léon XIII. Sœur Marie Diomire a été reconnu vénérable par l'Église catholique.
Rédigé d'après les conseils de ses confesseurs, sœur Marie Diomire rédigea un texte biographique qui a été conservé.

## Prière à sœur Marie Diomire
« Ô Dieu, qui avez rempli le cœur de Marie Diomire du feu de votre amour, daignez nous accorder, par son intercession, de vous aimer toujours davantage et de hâter le jour où vous la glorifierez sur la terre comme, nous l’espérons vous l’avez déjà glorifiée dans le ciel. Nous vous en prions par Jésus-Christ Notre Seigneur. Amen »